# (74397) 1998 XS71
(74397) 1998 XS71 – planetoida z pasa głównego asteroid okrążająca Słońce w ciągu 4,68 lat w średniej odległości 2,8 j.a. Odkryta 14 grudnia 1998 roku.